# Yaltkaya, Hemşin
Yaltkaya là một xã thuộc huyện Hemşin, tỉnh Rize, Thổ Nhĩ Kỳ. Dân số thời điểm năm 2010 là 118 người.